# Ajaccio
Ajaccio o Ayacio (en francés: Ajaccio, pronunciado /aʒaksjo/ (escucharⓘ); en corso: Aiacciu, pronunciado [aˈjattʃu]) es un municipio francés, capital del departamento de Córcega del Sur y de toda la isla de Córcega. Es famoso por ser el lugar de nacimiento de Napoleón Bonaparte.

## Contexto geográfico

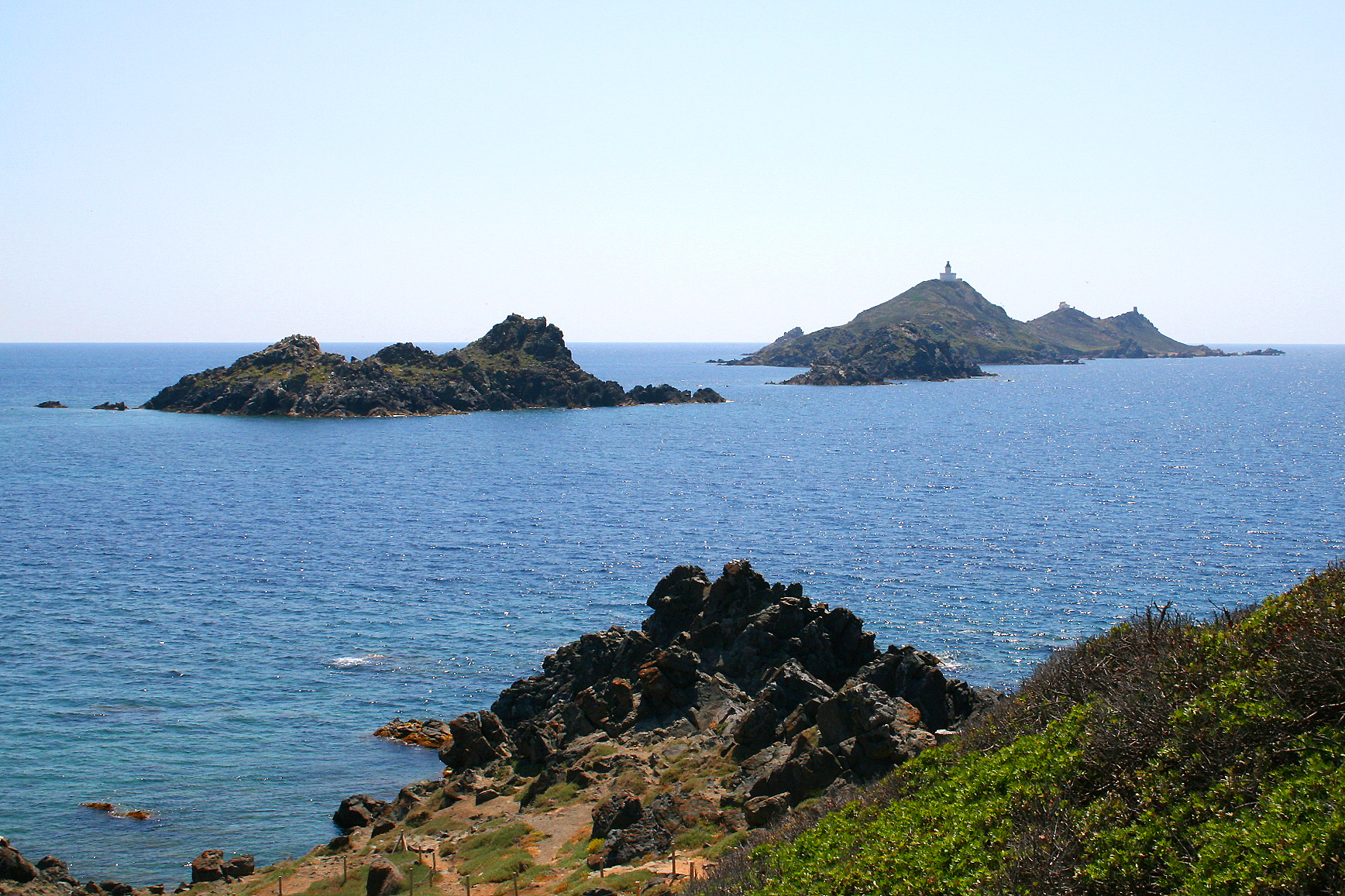
Islas Sanguinarias.

Ubicada sobre la costa oeste de la isla, la comuna propiamente dicha se extiende sobre la ribera norte del golfo de Ajaccio, entre la Gravona y las Islas Sanguinarias. Numerosas playas y caletas bordean su territorio, sobre todo en la parte oeste, en la que está particularmente accidentada. El punto de mayor altitud se encuentra a 790 metros sobre el nivel del mar.

## Etimología
Varias hipótesis han sido emitidas en cuanto al principio del nombre Ajaccio. La más mitológica confiere la fundación de la ciudad al legendario héroe griego Áyax, que le habría dado su nombre. Otras explicaciones mucho más realistas sin embargo son, por ejemplo, la que relaciona el nombre de la ciudad con la palabra agghiacciu (cerco de ovejas en dialecto toscano). Otra explicación deriva del hecho de que fuentes bizantinas, datadas hacia el año 600, denominan a la ciudad "Agiation", lo que sugeriría que el topónimo deriva de la raíz griega "agathè", es decir, lugar de "buena fortuna" o "buen amarre", una raíz también aplicable al principio del nombre de la ciudad de Agda.

## Orígenes
La ciudad no fue mencionada por el geógrafo griego Ptolomeo de Alejandría en el siglo III después de Cristo, a pesar de la presencia en sus fuentes de una localidad vecina llamada Ourkinion.

## Demografía
| ABS. | 6 570 | 7 203 | 7 401 | 8 920 | 9 003 | 9 834 | 11 541 | 11 944 | 11 049 | 14 089 | 14 558 | 16 545 | 17 050 | 18 005 | 17 576 | 20 197 | 20 561 | 21 779 | 22 264 | 19 227 | 22 614 | 23 392 | 23 917 | 37 146 | 31 434 | 32 997 | 33 642 | 43 438 | 49 065 | 54 089 | 58 315 | 52 880 | 63 723 | 64 432 | 65 876 |
| Para los censos de 1962 a 1999 la población legal corresponde a la población sin duplicidades (Fuente: INSEE [Consultar]) |       |       |       |       |       |       |        |        |        |        |        |        |        |        |        |        |        |        |        |        |        |        |        |        |        |        |        |        |        |        |        |        |        |        |        |

## Transportes
|  | Aeropuerto                               | Código IATA | Código OACI |
|  | ---------------------------------------- | ----------- | ----------- |
|  | Aeropuerto de Ajaccio Napoleón Bonaparte | AJA         | LFKJ        |

## Deportes
| Equipo                 | Deporte | Competición          | Estadio             | Creación |
| ---------------------- | ------- | -------------------- | ------------------- | -------- |
| Athletic Club Ajaccien | Fútbol  | Ligue 2              | Stade François-Coty | 1910     |
| Gazélec Ajaccio        | Fútbol  | Championnat National | Stade Ange Casanova | 1910     |

## Clima
| Parámetros climáticos promedio de Ajaccio (Aeropuerto de Ajaccio-Napoleón Bonaparte), normales 1991–2020, extremos 1949–presente | Parámetros climáticos promedio de Ajaccio (Aeropuerto de Ajaccio-Napoleón Bonaparte), normales 1991–2020, extremos 1949–presente | Parámetros climáticos promedio de Ajaccio (Aeropuerto de Ajaccio-Napoleón Bonaparte), normales 1991–2020, extremos 1949–presente | Parámetros climáticos promedio de Ajaccio (Aeropuerto de Ajaccio-Napoleón Bonaparte), normales 1991–2020, extremos 1949–presente | Parámetros climáticos promedio de Ajaccio (Aeropuerto de Ajaccio-Napoleón Bonaparte), normales 1991–2020, extremos 1949–presente | Parámetros climáticos promedio de Ajaccio (Aeropuerto de Ajaccio-Napoleón Bonaparte), normales 1991–2020, extremos 1949–presente | Parámetros climáticos promedio de Ajaccio (Aeropuerto de Ajaccio-Napoleón Bonaparte), normales 1991–2020, extremos 1949–presente | Parámetros climáticos promedio de Ajaccio (Aeropuerto de Ajaccio-Napoleón Bonaparte), normales 1991–2020, extremos 1949–presente | Parámetros climáticos promedio de Ajaccio (Aeropuerto de Ajaccio-Napoleón Bonaparte), normales 1991–2020, extremos 1949–presente | Parámetros climáticos promedio de Ajaccio (Aeropuerto de Ajaccio-Napoleón Bonaparte), normales 1991–2020, extremos 1949–presente | Parámetros climáticos promedio de Ajaccio (Aeropuerto de Ajaccio-Napoleón Bonaparte), normales 1991–2020, extremos 1949–presente | Parámetros climáticos promedio de Ajaccio (Aeropuerto de Ajaccio-Napoleón Bonaparte), normales 1991–2020, extremos 1949–presente | Parámetros climáticos promedio de Ajaccio (Aeropuerto de Ajaccio-Napoleón Bonaparte), normales 1991–2020, extremos 1949–presente | Parámetros climáticos promedio de Ajaccio (Aeropuerto de Ajaccio-Napoleón Bonaparte), normales 1991–2020, extremos 1949–presente |
| Mes | Ene. | Feb. | Mar. | Abr. | May. | Jun. | Jul. | Ago. | Sep. | Oct. | Nov. | Dic. | Anual |
| --- | --- | --- | --- | --- | --- | --- | --- | --- | --- | --- | --- | --- | --- |
| Temp. máx. abs. (°C) | 22.4 | 25.3 | 29.6 | 32.2 | 34.6 | 41.6 | 40.3 | 39.5 | 40.0 | 35.0 | 29.4 | 22.7 | 41.6 |
| Temp. máx. media (°C) | 14.0 | 14.2 | 16.0 | 18.5 | 22.1 | 25.9 | 28.6 | 29.2 | 26.1 | 22.8 | 18.3 | 15.1 | 20.9 |
| Temp. media (°C) | 9.4 | 9.2 | 11.0 | 13.4 | 17.0 | 20.7 | 23.2 | 23.7 | 20.8 | 17.7 | 13.6 | 10.5 | 15.8 |
| Temp. mín. media (°C) | 4.7 | 4.3 | 5.9 | 8.4 | 11.8 | 15.4 | 17.7 | 18.1 | 15.4 | 12.6 | 9.0 | 5.8 | 10.8 |
| Temp. mín. abs. (°C) | -7.0 | -8.1 | -5.6 | -1.7 | 3.0 | 6.8 | 9.2 | 9.1 | 7.6 | 1.6 | -3.2 | -4.9 | -8.1 |
| Precipitación total (mm) | 54.1 | 48.1 | 50.4 | 53.1 | 49.8 | 25.9 | 8.6 | 15.8 | 57.8 | 85.7 | 111.8 | 73.9 | 635.0 |
| Días de precipitaciones (≥ 1.0 mm)                                                                                               | 7.0 | 6.7 | 6.3 | 7.2 | 5.0 | 2.8 | 1.2 | 1.4 | 5.1 | 7.4 | 9.3 | 8.6 | 68.0 |
| Días de nevadas (≥ 1 mm) | 0.8 | 0.6 | 0.3 | 0.0 | 0.0 | 0.0 | 0.0 | 0.0 | 0.0 | 0.0 | 0.1 | 0.3 | 2.1 |
| Horas de sol | 135.8 | 155.6 | 210.8 | 230.4 | 288.3 | 332.3 | 373.6 | 343.3 | 260.6 | 206.9 | 140.2 | 124.0 | 2801.7 |
| Humedad relativa (%) | 81 | 80 | 80 | 80 | 80 | 78 | 76 | 76 | 78 | 80 | 81 | 82 | 79.3 |
| Fuente n.º 1: Meteo France | | | | | | | | | | | | | |
| Fuente n.º 2: Infoclimat.fr (humedad 1961–1990)                                                                                  | | | | | | | | | | | | | |